# Centralmassivet (Thåström-album)
Centralmassivet er Joakim Thåströms niende soloalbum, udgivet den 29. september 2017 af Razzia/Sony.
Albummet er udgivet på stream, CD og på vinyl.
Albummet blev indspillet i Hansa Tonstudio i Kreuzberg i Berlin, i Studio Nutopia (Karlstad) og Musikbäckerei (Berlin).
Albummet nåede nr. 1 på den svenske albumhitliste. 

## Trackliste
Alle kompositioner er skrevet af Joakim Thåström og af Niklas Hellberg. Alle albummets tekster er skrevet af Joakim Thåström, bortset fra "Som mästarna målat himlen", hvis tekst er skrevet af Pugh Rogefeldt. 
1. "Bluesen i Malmö" (5.15)
2. "Körkarlen" (3.58)
3. "Centralmassivet" (5.06)
4. "Old Point Bar" (3.45)
5. "Låt det goda" (3.36)
6. "Aldrig av med varandra" (6.57)
7. "Som mästarna målat himlen" (5.12)
8. "Karaokebaren" (5.33)
9. "Natten för det här" (3.44)

## Medvirkende musikere
- Joakim Thåström - Sang, guitar, synthesizere, trompet på track 6
- Ulf Ivarsson - El-bas, på track 7
- Niklas Hellberg - Piano, synthesizere, guitar, kor
- Pelle Ossler - Guitar på track 2 og 8
- Anders Hernestam - Trommer på track 1 og 3
- LaGaylia Frazier - kor på track 2, 3, 4, 6 og 9

## Modtagelse
Albummet modtog ved udgivelsen generelt positive anmeldelser i Sverige. Det svenske internetsite kritiker.se scorede albummet til 4,0 ud af 5 baseret på 12 svenske anmeldelser. I Danmark gav Gaffa fem ud af seks stjerner.